# Reprezentacja Słowacji w ice speedwayu
Reprezentacja Słowacji w ice speedwayu – grupa zawodników ice speedwaya reprezentujących Republikę Słowacką w sportowych imprezach międzynarodowych. Za jej funkcjonowanie odpowiedzialna jest Slovenská Motocyklová Federácia (SMF).

## Historia
Do 1992 roku zawodnicy słowaccy wchodzili w skład reprezentacji Czechosłowacji. Od czasu powstania niepodległej Słowacji jej jedynym reprezentantem na torach lodowych był Czech, Jaromír Lach. Zgłosił on w 1995 roku akces do reprezentowania tego kraju, po tym jak nie mógł spełnić wymagań (forma sportowa, wyniki z lat ubiegłych) stawianych przez ówczesnego kierownika reprezentacji Czech, Milana Špinki.
W walce o indywidualne mistrzostwo świata 1996 Lach został rozstawiony w ćwierćfinale rozgrywanym we włoskim Madonna di Campiglio. Zajął w nim 2. miejsce za Stanislawem Dykiem i awansował do półfinału w holenderskim Assen. Tam jednak na skutek kontroli technicznej po upadku Vladislava Kunca, został wykluczony z dalszych rozgrywek za nieregulaminowe zawieszenie.
Rok później Lach wziął udział w rundzie kwalifikacyjnej indywidualnych mistrzostw świata rozgrywanej w Mińsku. Uplasował się tam na 11. lokacie i nie awansował do rozgrywek półfinałowych. Jaromir Lach w wyścigach na lodzie reprezentował Słowację także w 1998 i 2005 roku.